# Luxemburgo (Belo Horizonte)
Luxemburgo é um bairro da Região Centro-Sul de Belo Horizonte. Inicialmente dominado por casas, por imposição das leis de zoneamento, o bairro passa por um processo de verticalização desde a mudança da lei em 1996, assistindo à construção de estabelecimentos comerciais e grandes prédios residenciais. Verificam-se prédios menores e mais antigos apenas nas áreas em que o zoneamento anterior permitia construções multifamiliares; por exemplo, nas ruas Juvenal dos Santos e Henrique Sales, além da Guaicuí, até a altura da Praça José Cavalini (ainda no Bairro Coração de Jesus). 
O Luxemburgo abriga, juntamente com o vizinho Vila Paris, o Bosque do Mosteiro, uma das poucas matas naturais da região Centro-Sul.    

## Origem

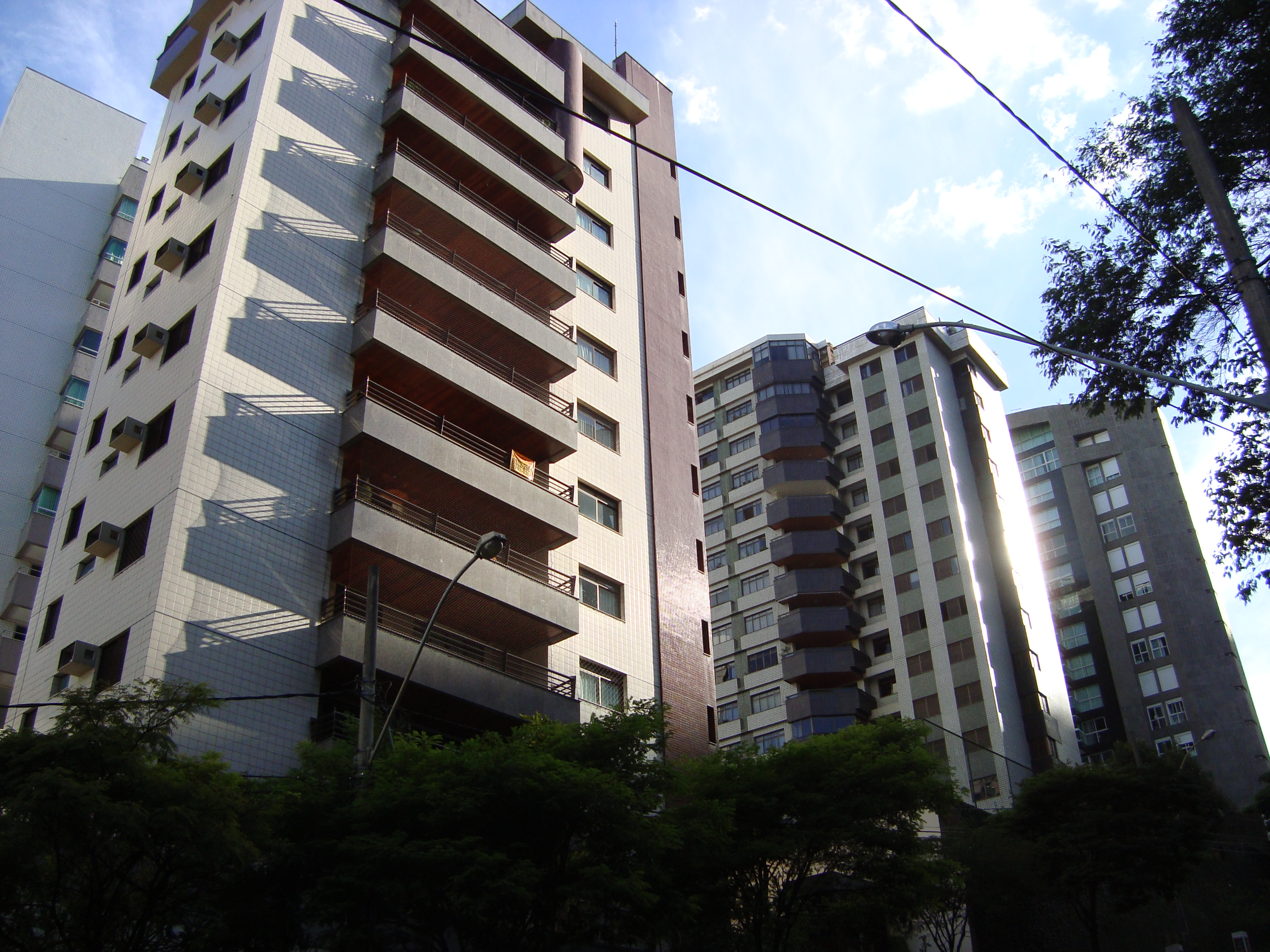
Vista dos prédios da R. Guaicuí.

Os primórdios do bairro Luxemburgo remontam à visita do sr. Albert Scharlé ao Brasil, a convite do grão-duque de Luxemburgo, para dirigir a Siderúrgica Belgo Mineira. Scharlé encantou-se com as paisagens belorizontinas, especialmente por uma área ao sul da cidade, onde havia uma fazenda que pertencia a um grupo de ingleses. Comprou-a e reformou a casa grande, vivendo lá por muitos anos.
Depois de sua morte e com o crescimento da cidade, seus herdeiros resolveram parcelar e vender parte dessas terras que, a essa altura, já eram conhecidas como Luxemburgo.

## Infraestrutura
O bairro tem acesso pelas ruas Guaicuí, Gentios, e Avenida Raja Gabaglia, além de vias alternativas dentro do próprio bairro.
A principal rua do bairro é a Guaicuí, em que se verifica um expresso comércio local. O bairro ainda não está tão saturado quanto a maior parte da Zona Sul, possuindo ainda lotes vagos que continuam atraindo investimentos. Outras ruas importantes, com boas edificações, são Fábio Couri, Silvéria C. Pinto, Flavita Bretas, Júlia Nunes Guerra, Luiz Soares da Rocha, Dr. Sette Câmara, Albert Scharlé e Helena Abdalla. 
Normalmente confundido com os bairros vizinhos Vila Paris, Cidade Jardim e Coração de Jesus, sendo este o que engloba a Praça José Cavalini, o Luxemburgo começa na Rua Guaicuí, em torno da escola de natação Pingo d’Água, e é contornado pela Avenida Raja Gabaglia e Rua Gentios.

## Estabelecimentos comerciais e Lazer
O bairro conta com restaurantes, bares, supermercados, posto de gasolina, farmácias, hospital, escola de natação, escolas infantis, pet shops, salões de beleza, centros de estética, academias, pilates, padaria, igreja batista, santuário católico, salão de festas, hotel e outros centros empresariais. Além de estabelecimentos comerciais, o bairro conta com o Parque Tom Jobim, que fica na Rua Doutor Ismael de Faria,160 e possui uma área de 6.400 m2. O parque, muito arborizado, conta com uma infraestrutura de banheiros, mesas, bebedouro, quadra de vôlei de areia, equipamentos de ginástica e parquinho para crianças. O local é muito frequentado por famílias do bairro aos finais de semana e elas aproveitam o local para fazer festas de aniversário de seus filhos. O parque fica aberto até as 17h.

## Bairros vizinhos
Gutierrez, Vila Paris, Coração de Jesus e Conjunto Santa Maria.